# Federazione calcistica del Sudan del Sud
La Federazione calcistica del Sudan del Sud (in inglese South Sudan Football Association, acronimo SSFA) è l'ente che governa il calcio in Sudan del Sud. Ha sede nella capitale Juba e controlla il campionato nazionale, la coppa nazionale e la nazionale del paese.

## Storia

### Fondazione
L'8 aprile 2011 il ministro dello sport del Sudan del Sud, Makuac Teny Youk, istituì con un decreto ministeriale la nuova associazione
.

La neonata federazione fu presieduta da Oliver Benjamin Mori. Nell'aprile 2012 è stato eletto a capo dell'associazione Chabur Goc Alei.
Nel maggio 2011 Malesh Soro fu nominato primo responsabile della nazionale di calcio del Sudan del Sud.

### Affiliazione a CAF e FIFA
L'8 febbraio 2012 fu convocata una riunione tra i membri della CAF per discutere dell'ammissione del Sudan del Sud alla federazione. 

Il 10 febbraio 2012 la proposta fu accolta e il Sudan del Sud divenne un membro CAF.

Il 25 maggio il Sudan del Sud divenne membro anche della FIFA, con sole quattro federazioni calcistiche contrarie all'ingresso.